# 도진야시키

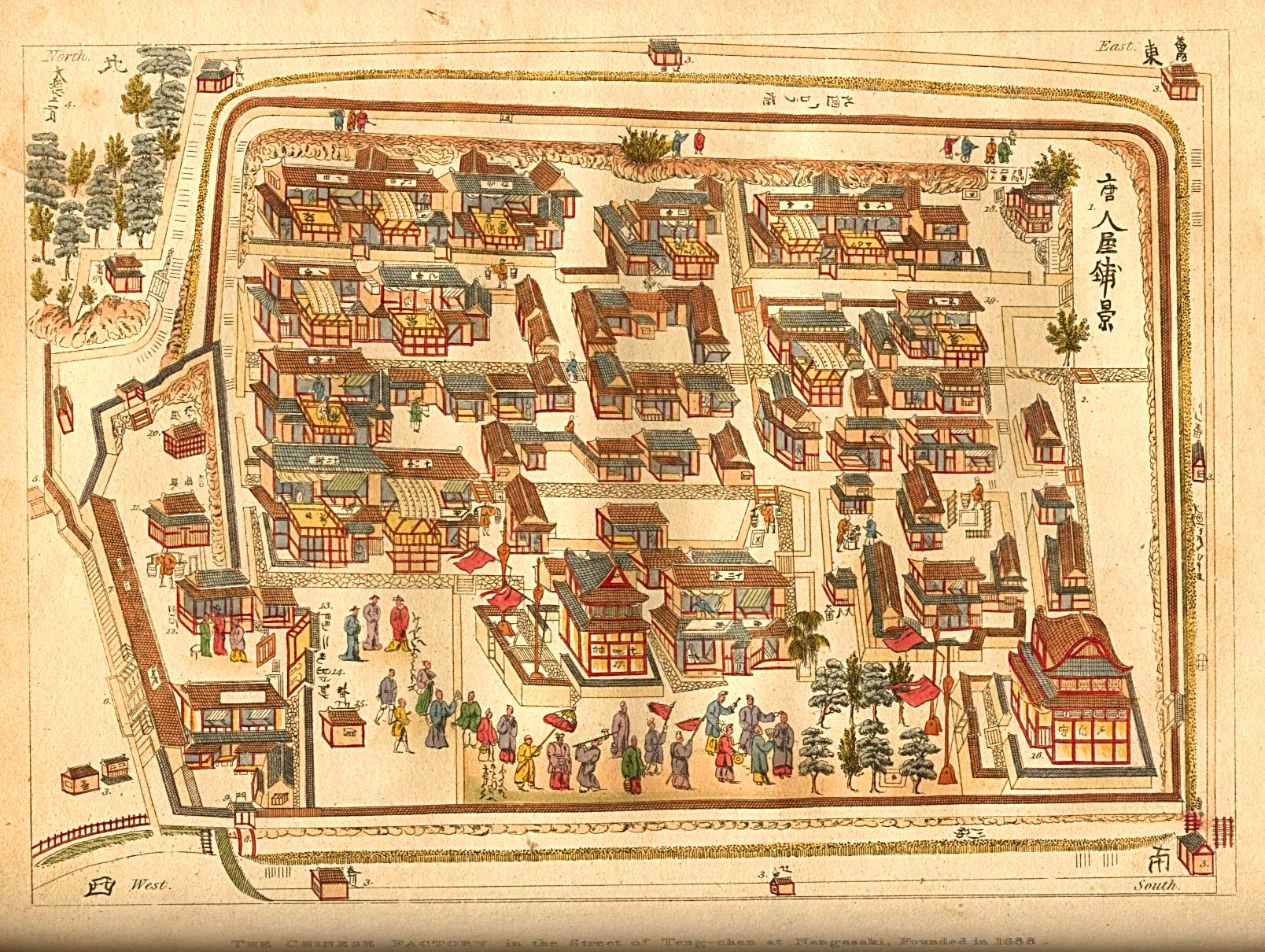
당인 저택의 모습

도진야시키(일본어: 唐人屋敷, とうじんやしき)는 에도 시대의 쇄국정책에 의해 나가사키에 설치된 중국인 주거지구이다. 정부의 규제에 의해 성립한 당인 저택도 일종의 차이나타운이다. 도진(唐人/당인)은 당나라인, 또는 외국인을 의미한다.
1635년 에도 막부는 중국 상선의 입항을 나가사키 항구에 한해 제한하였지만, 기독교인이 아닌 중국인은 나가사키 시내에 잡거하는 것을 허락하였다. 하지만 밀무역이 증가하여 나가사키 봉행소에서는 중국인의 거주지구도 제한하였고 1688년 나가사키 교외에 있는 주센지(十善寺) 근처에 막부가 소유하는 약초밭에 당인 저택의 건설에 착수하여, 다음해 완성하였다. 넓이는 약 9,400평에 달해, 이천 명 정도의 수용능력을 가지고 있으며, 현재의 나가사키시 간나이 정 지역이다. 주위에는 담과 수로로 둘러싸여 있고, 대문의 옆에 번소를 설치하여 사람들의 출입을 감시했다. 단 네덜란드인은 엄중하게 감시하는 것에 비해 중국인은 비교적 자유롭게 출입을 허락했다.
1698년의 대화재로 인해 미고토정이나 다이코쿠정에 있던 중국선의 니쿠라(창고)가 소실되어, 창고가 쉽게 눈에 띄도록 당인 저택 앞의 바다를 매립하여 중국선 전용의 창고구역을 조성했다. 이 지역을 신치(新地)라고 불린다. 1784년에 일어난 대화재 때에는 당인 저택 전체가 간테이토(関帝堂/관제당)을 남기고 전소하였고, 대화재 이후 외국인이 자신이 부담하여 주거지 등을 건축하는 것이 허락되었다. 1859년의 개국으로 인해 당인 저택은 버려졌고, 1870년에 소실되었다. 그 뒤, 거주 중국인은 인접한 나가사키 시 신치 정에 차이나타운을 형성하여, 이것이 나가사키 차이나타운이 된다.
당인 저택의 흔적은 현재, 메이지 시기에 복원하여, 개장된 도진토(土神堂/토신당), 간노토(観音堂/관음당), 덴코토(天后堂/천후당), 1868년에 푸젠성 취안저우시 출신자에 한해 세워진 구 하치빈 회장(八門会所), 1897년에 개장하여 개칭된 푸젠 회관 앞문이 남아있다.